# مأمور تحویل (مجموعه تلویزیونی)
مأمور تحویل (انگلیسی: Delivery Man; کره‌ای: 딜리버리맨) یک مجموعه تلویزیونی کره جنوبی سال ۲۰۲۳ با بازی یون چان یونگ، بانگ مین آه و کیم مین سوک است. این یک مجموعه اریجینال جینی تی‌وی است و برای استدیم در پلتفرم خودش و تیوینگ (در کره جنوبی)، ویکی و ویو در مناطق منتخب قابل دسترسی است. مأمور تحویل همچنین از ۱ مارس تا ۶ آوریل ۲۰۲۳، روزهای چهارشنبه و پنجشنبه ساعت ۲۱:۰۰ (کی‌اس‌تی) از ئی‌ان‌ای برای ۱۲ قسمت پخش شد.

## خلاصه داستان
مأمور تحویل یک درام تحقیقاتی کمدی دربارهٔ یک راننده تاکسی است که آخرین آرزوهای ارواح را برآورده می‌کند.

## بازیگران

### اصلی
- یون چان یونگ در نقش سو یونگ مین، راننده تاکسی[۱۰][۱۱]
- بانگ مین آه در نقش کانگ جی هیون[۶]
- کیم مین سوک در نقش دو گیو جین[۱۱]